# Opsilia malachitica
Opsilia malachitica är en skalbaggsart som först beskrevs av Lucas 1849.  Opsilia malachitica ingår i släktet Opsilia och familjen långhorningar.
Artens utbredningsområde är Portugal. Inga underarter finns listade i Catalogue of Life.